# شمس‌آباد (نیر)
شمس‌آباد روستایی در دهستان مهماندوست بخش کوراییم شهرستان نیر استان اردبیل ایران است.

## جمعیت
بر پایه سرشماری عمومی نفوس و مسکن در سال ۱۳۹۵ جمعیت این روستا ۱۳۵ نفر (۴۹خانوار) بوده‌است.